# Dendropoma squamiferum
Dendropoma squamiferum là một loài irregularly-coiled ốc biển, là động vật thân mềm chân bụng sống ở biển trong họ Vermetidae.